# Des Peres
Des Peres [dʌˈpɛər] är en stad i St. Louis County i Missouri. Vid 2010 års folkräkning hade Des Peres 8 373 invånare.

## Kända personer från Des Peres
- Jim Talent, politiker